# ولید حمزه
ولید حمزه (انگلیسی: Waleed Hamzah؛ زادهٔ ۱۷ ژوئن ۱۹۸۲) یک بازیکن فوتبال اهل قطر است.

## باشگاهی
از باشگاه‌هایی که در آن بازی کرده‌است می‌توان به الوکره، و العربی قطر، الغرافه، الاهلی قطر اشاره کرد.

## تیم ملی
وی همچنین در تیم ملی فوتبال قطر بازی کرده است.